# Lester Petrie

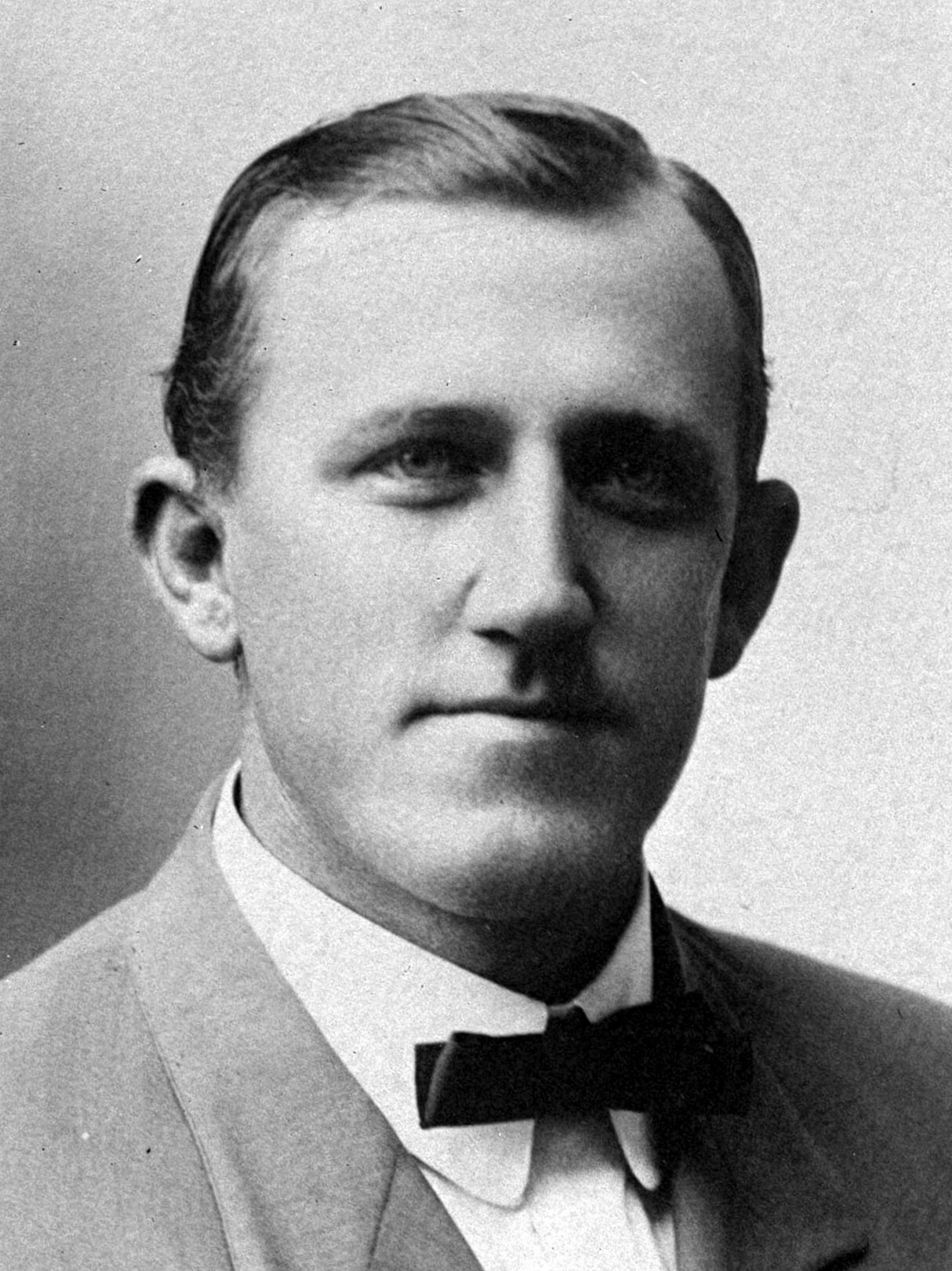
Lester Petrie

Lester Petrie (* 26. Januar 1878 in San Francisco, Kalifornien; † 8. April 1956 in Honolulu, Hawaii) war ein US-amerikanischer Politiker. Von 1941 bis 1947 war er Bürgermeister von Honolulu.

## Leben
Lester Petrie kam als Sohn von Adam und Clara Petrie in San Francisco zur Welt. Er besuchte die Fort Street School und war anschließend von 1896 bis 1946 für die hawaiianische Eisenbahngesellschaft Oahu Railway and Land Company tätig. 1898 diente er in der Hawaii National Guard. 1912 heiratete er Mary K. Crewes in Honolulu und wurde Vater von zwei Töchtern und zwei Söhnen.
Petrie war mehrfach Mitglied des Honolulu Board of Supervisors (1913, 1914, 1917 bis 1925 und 1937 bis 1940). Er gehörte von 1933 bis 1936 dem Senat des Hawaii-Territoriums an und übte während des Zweiten Weltkrieges vom 2. Januar 1941 bis zum 2. Januar 1947 das Amt des Bürgermeisters von Honolulu aus. Zudem engagierte sich Petrie in verschiedenen Kommissionen, so war er unter anderem Mitglied der Honolulu Park Commission (1913–1941), Equal Rights Commission und City Planning Commission sowie Vorsitzender der Honolulu Police Commission. 1944 bis 1945 gehörte er dem Verteidigungsrat (Defence Council) an.
Petrie war Freimaurer, Mitglied der Hawaiian Lodge No. 21, F & AM und 1920 Master of Hawaiian Lodge. Er setzte sich mit anderen Freimaurern für die Einrichtung des Shriners Hospital for Crippled Children in Honolulu ein. 1956 starb er in Honolulu.